# Марганецька вулиця (Київ)
Ма́рганецька ву́лиця — вулиця в Дніпровському районі міста Києва, місцевість ДВРЗ. Пролягає від вулиці Олекси Довбуша до кінця забудови.
Прилучаються вулиці Василя Вишиваного, Макаренка, Енергодарська, Рогозівська, Остерська, Винахідників і Літинська, провулки Макаренка, Томаківський, Остерський, Слюсарний, Винахідників, Гіллястий і Скадовський.

## Історія
Вулиця виникла в середині XX століття під назвою 616-та Нова. Сучасна назва — з 1953 року.

## Забудова
З непарного боку вулиця по всій довжині забудована приватними будинками. З парного боку між вулицями Макаренка та Рогозівською розташовується квартал двоповерхових будинків післявоєнної забудови (кінець 1940-х років), наприкінці вулиці височіють кілька дев'ятиповерхівок 1970–80-х років.